# Vilém Ströminger (malíř)
Vilém Ströminger (9. června 1845 Praha – 27. června 1901 Královské Vinohrady) byl český malíř krajinář.

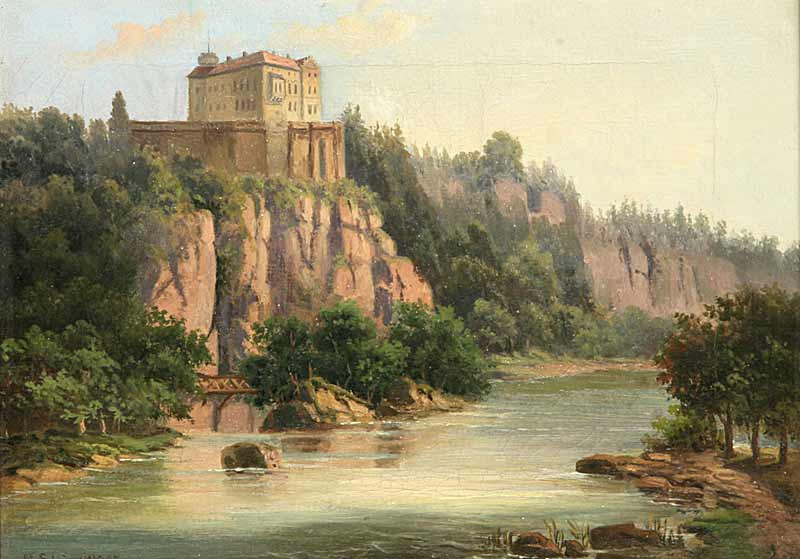
Krajina s hradem Orlíkem

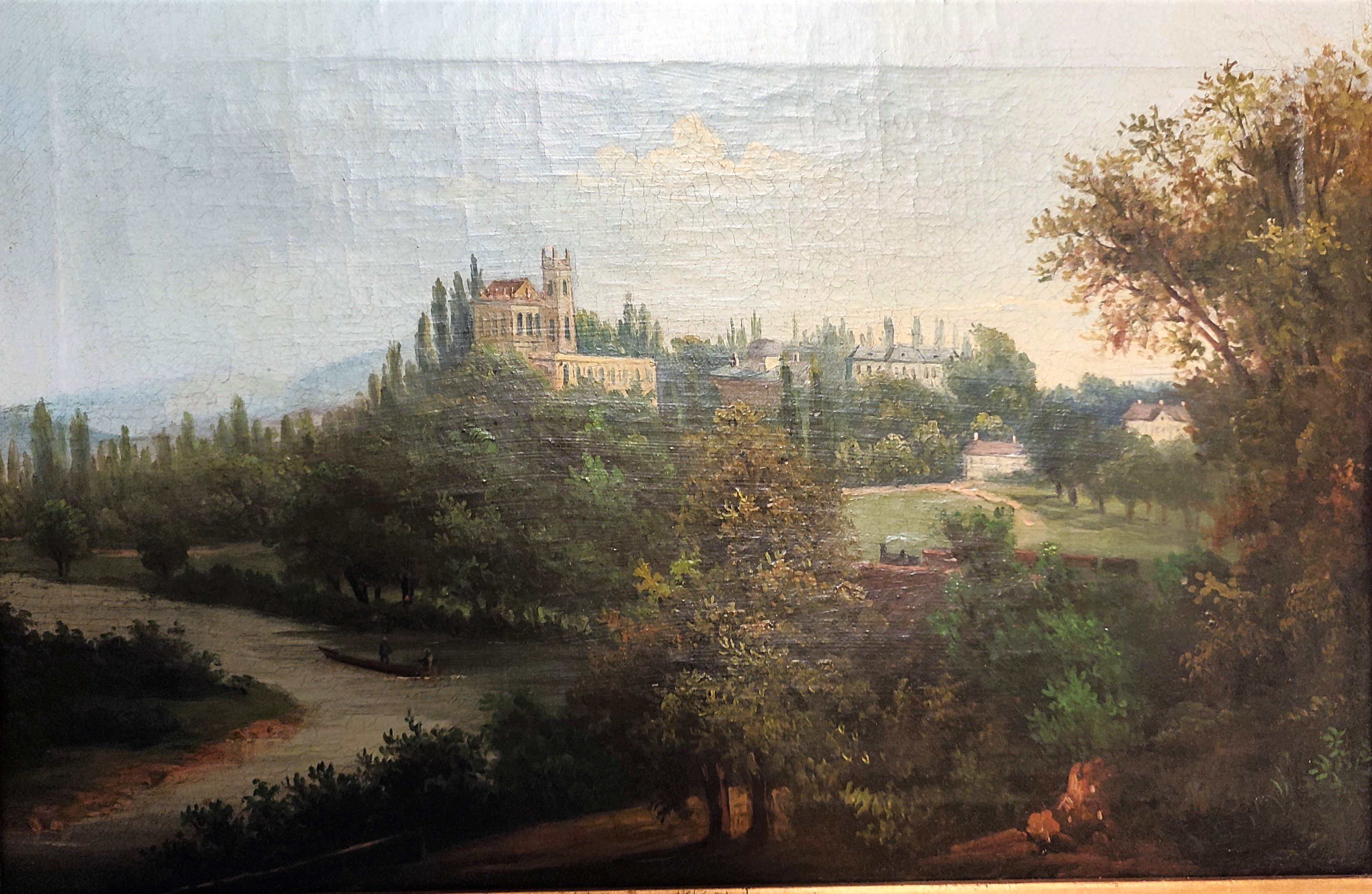
Pohled na Královskou oboru s Místodržitelským letohrádkem, Císařským mlýnem, Šlechtovou restaurací a vlakem

## Život a tvorba
Narodil se jako nejstarší ze čtyř dětí v rodině malíře-portrétů a historií Jakuba Strömingera (* 1816 Josefov) a jeho manželky Terezie, rozené Lešákové (Ležákové) z Prahy. Rodina tehdy již bydlela v Praze na Novém Městě ve Štěpánské ulici čp. 352/II, kde se Vilém narodil a byl pokřtěn v kostele sv. Štěpána. Za kmotra mu šel továrník Wilhelm Preiss. Vyučil se pravděpodobně u otce, další školení mohl získat od svého budoucího tchána Antonína Gareise staršího. Maloval rovněž nejmladší z jeho sourozenců, Jaroslav Ströminger (* 1862), titulovaný na policejní přihlášce portrétní akademický malíř.
Roku 1868 je Vilém doložen při křtu své první dcery na Smíchově, kde se 29. července 1869 oženil s Johannou Gareisovou (10.3.1845 Praha-po 1901), dcerou malíře Antonína Jana Gareise z Nuslí, s níž měl čtyři děti: již zmíněnou dceru Marii (1868-1951), Terezii (* 1872) a Eleonoru (* 1875) a syna Viléma (* 1870), profesí strojního mechanika. Do roku 1900 rodina bydlela na předměstí Prahy ve Vršovicích, dále na Královských Vinohradech.
Vnuk Willi Ströminger byl fotografem.

## Dílo
Ströminger byl malířem širokého výrazového rejstříku od romantismu až po realismus. Poučil se krajinomalbou předchozích generací (August Bedřich Piepenhagen, Josef Matěj Navrátil, Hugo Ullik). Maloval především olejomalby, v klasickém pojetí kompozice o třech plánech (popředí, prostředí, pozadí) s drobnou stafáží v popředí. Nejméně se dochovalo pláten velkých (53-60 x 80-100 cm) a prostředních (kolem 35 x 60 cm), nejvíce drobných formátů (12-22 x 29-33 cm). Jeho krajiny mají často jako dominantu hradní architekturu nebo městské věže. Signatura "V. Ströminger" je psána majuskami, zásadně s jednoduchým "V". Nadpoloviční část obrazů není signována ani datována. Jsou většinou tematicky shodnými malými replikami či variantami těch velkých signovaných. Styl obrazů a signatury se od sebe vzájemně liší, takže vyvolávají spekulaci, zda některé obrazy nejsou dílem Strömingerova otce nebo jeho manželky.
Nejcennější kolekci osmi velkoformátových, většinou signovaných Strömingerových obrazů vlastní Muzeum hlavního města Prahy, jsou v ní unikátní pohledy na nedochované partie městské architektury ze Smíchova, Libně nebo Vršovic.. Unikátní je také pohled na řetězový most pod zámkem v Děčíně.

### Výběr obrazů
- Labská krajina se zámkem v Děčíně a řetězovým mostem, 24 × 32 cm, (signatura odlišná od ostatních, bez iniciály křestního jména)[8]
- Skála nad řekou (Vltavou) (dat. 1870)[9]
- Sběračky klestí v podzámčí[10]
- Karlštejn před přestavbou[11]
- Pohled na Pražský hrad z Letné[12]
- Pohled na Pražský hrad z můstku nad Chotkovou silnicí (signováno a datováno 1874); Muzeum hl. m. Prahy
- Pohled na Pražský hrad z Letné (menší varianta), olejomalba, kolem 1871[13]
- Pohled na Královskou oboru s Místodržitelským letohrádkem, Císařským mlýnem, Šlechtovou restaurací a vlakem[13]
- Pohled na Vltavu a Vyšehrad, (signováno a datováno 1877); Muzeum hl. m. Prahy
- Roudnice nad Labem s Řípem v pozadí[14]
- Hrad Kost[15]
- V podhradí Okoře[16]
- Pohled na zámek Orlík, nesignováno, 24 × 32 cm[17]
  - Pohled na zámek Orlík, nesignováno, 21 × 29 cm, stejná kompozice[18]
- Převozník pod Orlíkem (dat. 1881)[19]
- Letní den pod hradem Orlík[20]
- Smíchovská kartounka od západu, kolem 1880; Muzeum hl. m. Prahy
- Stavby v ústí Rokytky v Libni (signováno a datováno 1880), Muzeum hl. m. Prahy
- Zimní podvečer u městské brány[21]
- Žně v podhradí[22]
- Krajina s hradem Kokořínem, kolem 1890[23]
- Alpská bystřina (signováno a dat. 1891),[24] atribuce do Alp není původní
- Zimní večer (dat. 1896)[25]
- Krajina s hradem Litice, 80 × 100 cm, (signováno a datováno 1894)[26]
- Továrna ve Vršovicích (signováno a datováno 1897), areál v Havlíčkově (nyní Donské) ulici; Muzeum hl. m. Prahy